# Ottfried Neubecker

Offizielle Gestaltung des Berliner Bären als Landessymbol seit 1954, von Ottfried Neubecker

Ottfried Neubecker (* 22. März 1908 in Charlottenburg; † 8. Juli 1992 in Wiesbaden) war ein deutscher Heraldiker und Vexillologe.

## Leben
Ottfried Neubecker war ein Sohn des Juristen Friedrich Karl Neubecker und von dessen Ehefrau Renée, geb. von Meyenburg (1885–nach 1951), aus Schaffhausen. Die Mutter war Tochter des Ingenieurs Otto Anselm von Meyenburg (* 1857 in Lausanne), Fabrikdirektor in Erstein und Lodz, Sekretär der Stiftung «Pro Juventute» in Zürich, ⚭ 1882 mit Elisabeth Secrétan von Lausanne (* 1858).
Neubecker studierte an den Universitäten Genf, Heidelberg und Berlin. Seine heraldische Laufbahn begann in den 1920er Jahren.
In der Schrift Die Reichseinheitsflagge schlug Neubecker 1926 als Kompromiss im Streit um die deutsche Nationalflagge eine mit der Farbfolge Schwarz-Gold-Rot vor. Möglicherweise könnte es sich dabei um eine Flagge mit einem Philippuskreuz mit dieser Farbreihung gehandelt haben, die als Doppelstander auch als Vorschlag für eine neue Reichskriegsflagge kursierte.

Vorschlag für die deutsche Nationalflagge von 1926
Vorschlag für eine deutsche Seekriegsflagge

Mit der Arbeit Das Deutsche Wappen 1806–1871 wurde Neubecker 1931 zum Dr. phil. promoviert. Er war maßgeblich an der Etablierung der Heraldik auch im bürgerlichen Umfeld beteiligt. Mit seinen Publikationen in Buchform und in heraldischen Zeitschriften trug er auch dem wissenschaftlichen Aspekt der Heraldik Rechnung. Von 1934 bis 1945 war er neben Kurt-Gerhard Klietmann einer der Hauptautoren der nationalsozialistischen Zeitschrift Uniformen-Markt. 1982 wurde er mit dem Bundesverdienstkreuz am Bande ausgezeichnet.
Von 1931 bis 1950 war Neubecker mit der Klassischen Philologin Annemarie Jeanette Neubecker verheiratet. In zweiter Ehe heiratete er 1956 Irmgard, geb. von Lippe (* 1913), geschiedene Lüder genannt Lühr.

## Schriften
- mit Erik Wolf: Die Reichseinheitsflagge. Carl Winter, Heidelberg 1926.
- mit Veit Valentin: Die deutschen Farben. Quelle & Meyer, Leipzig 1929.
- Das Deutsche Wappen 1806–1871. Kretschmer, Görlitz-Biesnitz 1931 (Berlin, Univ., Diss., 1931; auch in: Archiv für Sippenforschung und alle verwandten Gebiete. ISSN 0003-9403, Bd. 8, Nr. 9, 1931, S. 289–328).
- Deutsch und Französisch für Heraldiker. Verzeichnis und Übersetzung des in den Wappenbeschreibungen beider Sprachen enthaltenen Wortschatzes. Stargardt, Berlin 1934 (Auch: Battenberg, München 1983, ISBN 3-87045-908-5).
- Fahnen und Flaggen. Staackmann, Leipzig 1939.
- Oberkommando der Kriegsmarine: Flaggenbuch. (Flg.B.). Abgeschlossen am 1. Dezember 1939. Reichdruckerei, Berlin 1939.
- Kleine Wappenfibel. Eine Einführung in die Heraldik für Leute von heute. Rosgarten Verlag, Konstanz 1969.
- Fahne (militärisch). In: Reallexikon zur Deutschen Kunstgeschichte (RDK). Bd. VI (1973), Sp. 1060–1168.
- Heraldik. Wappen – ihr Ursprung, Sinn und Wert. Krüger, Frankfurt am Main 1977, ISBN 3-8105-1306-7.
- A Guide to Heraldry. McGraw Hill, New York NY 1979, ISBN 0-07-046312-3.
  - deutsch: Wappenkunde. Battenberg, München 1980, ISBN 3-87045-188-2.
- Whitney Smith; Ottfried Neubecker: Wappen und Flaggen aller Nationen. Battenberg, München 1981.
- Großes Wappen-Bilder-Lexikon der bürgerlichen Geschlechter Deutschlands, Österreichs und der Schweiz. Battenberg, München 1985, ISBN 3-87045-906-9.